# Iter criminis
Iter criminis é uma expressão em latim, que significa "caminho do crime", utilizada no direito penal para se referir ao processo de evolução do delito, ou seja, descrevendo as etapas que se sucederam desde o momento em que surgiu a ideia do delito até a sua consumação.

## Estrutura
O iter criminis costuma ser dividido em duas fases: a fase interna e a fase externa.

### Fase interna
Na fase interna dá-se a cogitação do crime.
- Cogitação: refere-se ao plano intelectual acerca da prática criminosa, com a visualização do resultado almejado, essa fase é interna ao sujeito, está em sua mente, em sua cabeça, daí a expressão "interna". Não se pune essa fase, pois não há como adentrar à cabeça do sujeito, salvo exceções que sejam explícitas em algum tipo, caracterizando pois um fato Atípico. Se escolhe os meios e a opção mais adequada, bem como a previsão do resultado. Tudo que vier a ir além da mente do sujeito será pois, externo.

### Fase externa
A fase externa engloba os atos preparatórios, os atos de execução e a consumação do delito.
- Atos preparatórios: atos externos ao agente que passam da cogitação à ação objetiva, como a aquisição da arma para a prática de homicídio. Da mesma forma que a cogitação também não são puníveis. Contudo, há uma exceção no código penal brasileiro, a formação de associação criminosa (Art. 288), cuja reunião (em tese um ato preparatório) é punido como crime consumado. Entende-se que a associação criminosa é uma ameaça à sociedade, mesmo que ela não exerça nenhum tipo de crime (furto, estelionato, sequestro, assassinato, etc.). É crime autônomo. O bem jurídico a ser tutelado é o bem estar social. Há também um certo consenso na jurisprudência de que certos atos preparatórios devem ser punidos autonomamente como crime, por exemplo, as hipóteses de petrechos para a falsificação de moedas (Código Penal, Art. 291).
- Atos de execução: são aqueles dirigidos diretamente à prática do crime. No Brasil o Código Penal em seu artigo 14, inciso II (o crime se diz tentado quando iniciada a execução, esta não se consuma por circunstâncias alheias à vontade do agente), adotou a teoria objetiva ou formal para tentar diferenciar atos executórios de atos preparatórios. Assim, exige-se que o autor tenha realizado de maneira efetiva uma parte da própria conduta típica, adentrando no núcleo do tipo. É punivel como tentativa.
- Consumação: É aquele no qual estão presentes os elementos essenciais que constituem o tipo penal.